# أندريا كاميلري
أندريا كاميلري (بالإيطالية: Andrea Camilleri)‏ هو كاتب وكاتب سيناريو ومخرج إيطالي، ولد في 6 سبتمبر 1925 في بورتو إيمبيدوكلي في إيطاليا. عرف بكتابته لروايات الجريمة، وكانت أشهر مؤلفاته سلسلة (المفتش مونتالبانو)، والتي نشرت أول مرة في إيطاليا عام 1994. تمت ترجمتها إلى 30 لغة، وتحولت لمسلسل تلفزيوني تم عرضه على محطة التلفزيون العام الإيطالي (RAI). توفي كاميلري في 17 يوليو 2019 عن عمر ناهز 93 عام. 

## وصلات خارجية
- أندريا كاميلري على موقع IMDb (الإنجليزية)
- أندريا كاميلري على موقع مونزينجر (الألمانية)
- أندريا كاميلري على موقع ميوزك برينز (الإنجليزية)
- أندريا كاميلري على موقع ديسكوغز (الإنجليزية)
- أندريا كاميلري على موقع قاعدة بيانات الفيلم (الإنجليزية)